# Pedro Montt Montt

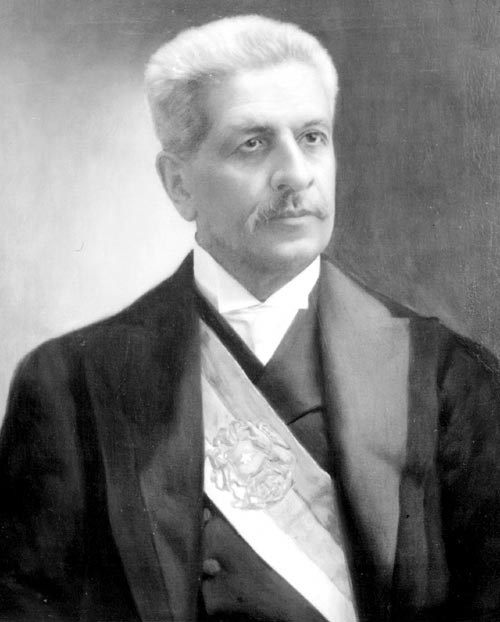
Pedro Montt

Pedro Montt Montt (* 21. Juli 1849 in Santiago de Chile; † 16. August 1910 in Bremen) war ein chilenischer Politiker. Von 1906 bis 1910 amtierte er als Präsident seines Landes.

## Leben
Pedro Montt wurde als Sohn von Manuel Montt Torres, von 1851 bis 1856 chilenischer Präsident, und Rosario Montt Prado geboren.
Nach der Schule studierte er bis 1870 Rechtswissenschaft an der Universidad de Chile. Er schloss sich der Nationalen Partei an und übernahm bald deren Vorsitz, ab 1879 saß er für den Wahlkreis Petorca und La Ligua im Abgeordnetenhaus Chiles.
Im Jahre 1881 heiratete er Sara del Campo Yávar; die Ehe blieb kinderlos.
Unter dem Präsidenten José Manuel Balmaceda übernahm Montt im Herbst 1887 die Ministerien für Justiz und öffentliche Bildung und im Oktober 1889 das Finanzressort. 1890 wandte er sich gegen Präsident Balmaceda und nahm am Bürgerkrieg von 1891 teil, ohne den Vorsitz der Nationalen Partei aufzugeben. Im Auftrag der Regierung reiste Montt, der fließend Englisch, Französisch und Deutsch sprach, in diplomatischer Mission nach Peru, in die USA und nach Europa. Nach dem Sieg der revolutionären Kräfte 1891 ernannte ihn Präsident Jorge Montt Álvarez zum Innenminister.
Als Vertreter der Region Cautín wechselte er 1900 in den Senat. Bei den Präsidentschaftswahlen von 1901 trat Pedro Montt als Kandidat der Coalición an, unterlag aber gegen Germán Riesco Errázuriz. 1906 sollte Montt die Hauptstadt Santiago im Senat vertreten, dazu kam es allerdings nicht mehr, da er im Juni bei seinem zweiten Antreten zum chilenischen Präsidenten gewählt wurde.
Sein Amtsantritt am 18. September 1906 wurde von einem schweren Erdbeben überschattet, das kurz zuvor die Gegend um Valparaíso heimgesucht hatte. Die Hauptaufgabe der neuen Regierung musste daher der Wiederaufbau der zerstörten Region sein. Montt berief liberale und konservative Minister in sein Kabinett.
In Montts Amtszeit fiel außerdem der Ausbau des chilenischen Eisenbahn-Netzes, das im Süden bis Puerto Montt ausgebaut wurde und auf der rückständigen Insel Chiloé um eine Verbindung zwischen den Hauptorten Ancud und Castro ergänzt werden sollte. Auf Höhe von Los Andes überquerte 1910 erstmals eine Bahnlinie die chilenischen Anden.
Ein weiterer Schwerpunkt von Montts Bemühungen galt dem Bildungssystem, das er um bedeutende Schulen, Hochschulen und öffentliche Kultureinrichtungen erweiterte, darunter das Museum und die Akademie der Schönen Künste (Escuela y Museo de Bellas Artes) in Santiago.

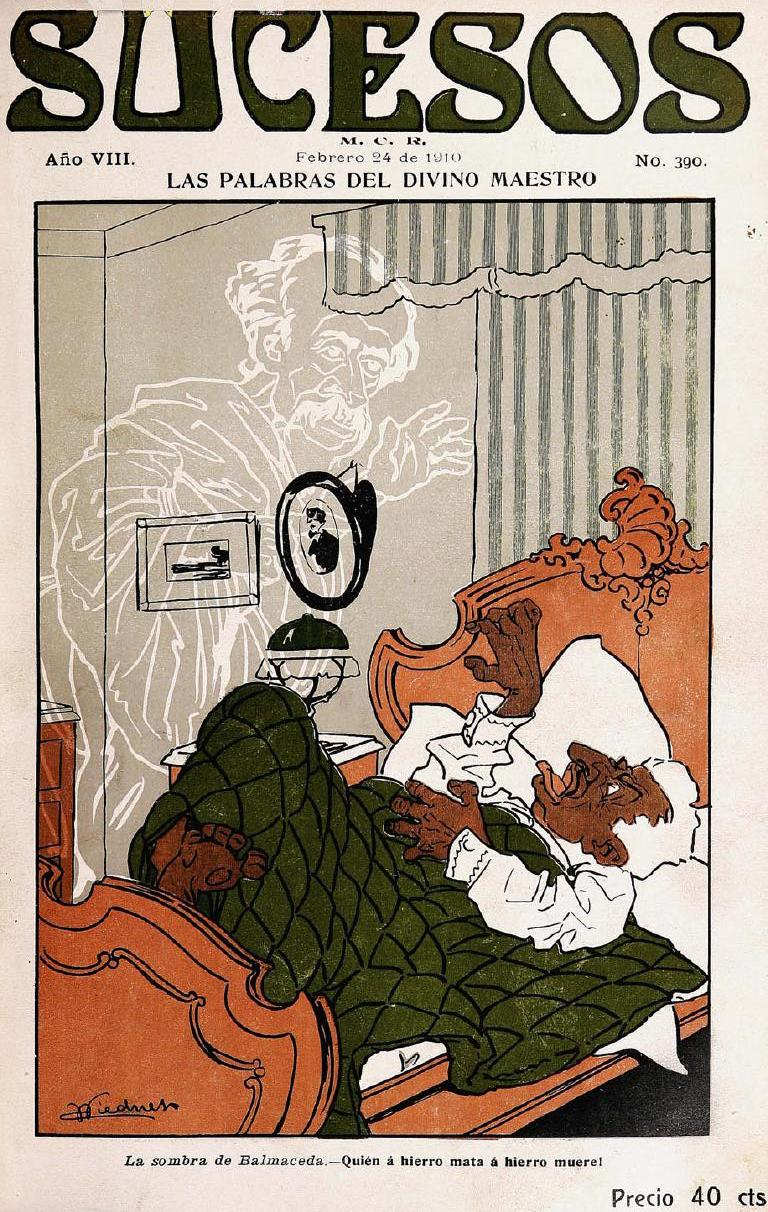
Balmacedas Geist erscheint Pedro Montt am Krankenbett: Wer mit Eisen tötet, wird durch Eisen sterben (nach). — Karikatur von Carlos Wiedner (Februar 1910)

Weniger ruhmvoll zeigte sich Pedro Montt in der Sozialpolitik. Die katastrophalen Arbeits- und Lebensbedingungen der Arbeiter in den Salpeter-Minen konnte und wollte die Regierung in Santiago nicht verbessern. 1907 kam es daher zu ausgedehnten Streiks. Die Minenarbeiter von Iquique, die regelmäßig kein Geld erhielten, sondern lediglich Gutscheine, die sie in den überteuerten Lebensmittelgeschäften der Minengesellschaften einzulösen hatten, zogen mit ihren Forderungen vor die Geschäftsleitung – knapp zehntausend Arbeiterfamilien, darunter viele Peruaner und Bolivianer, kampierten in Iquique auf einem öffentlichen Platz vor der Hauptverwaltung der Minengesellschaft. Andere protestierende Arbeiter schlossen sich ihnen an.
Die Regierung zog daraufhin mehrere Armee-Regimenter in Iquique zusammen. Am 20. Dezember 1907 griff das Militär gewaltsam in die Proteste bei der Salpetermine Buenaventura ein und erschoss sechs Arbeiter. Deren Begräbnis am folgenden Tag wurde zur politischen Demonstration; der Provinzgouverneur von Iquique setzte daraufhin die verfassungsmäßigen Freiheiten außer Kraft und löste die Arbeiter-Versammlungen mit Waffengewalt auf, die Zahl der Toten wird zwischen 130 und tausend angegeben. Die Überlebenden wurden in Lagern vor der Stadt gefangen und dort von der Armee vielfach misshandelt.
Der Konflikt zwischen der Regierung und den protestierenden Arbeitern heizte sich in der Folge weiter auf, die Presse wurde zwar zensiert, dennoch sprach sich das Massaker von Iquique bald herum und wurde von der Öffentlichkeit mit Bestürzung aufgenommen.
Als eine der führenden Salpeterminen in finanzielle Schwierigkeiten geriet, stürzte das die gesamte chilenische Wirtschaft in eine schwere Krise. Die Regierung druckte Geld, um die Staatsausgaben zu decken und löste damit eine massive Inflationssteigerung aus.
Seit Jahren chronisch herzkrank, verschlimmerte sich der Zustand des Präsidenten in der ersten Jahreshälfte 1910 so stark, dass ihm seine Ärzte empfahlen, das Amt niederzulegen und sich in Europa behandeln zu lassen. Im Juli 1910 schiffte sich Montt zusammen mit seinem Leibarzt Wilhelm Münnich nach Deutschland ein, wo er sich in Bad Nauheim behandeln lassen und eine Kur machen wollte. Am 16. August 1910 traf er in Bremen ein und starb, von der anstrengenden Reise erschöpft, noch am selben Abend nach einem Herzinfarkt oder Schlaganfall im Hillmann-Hotel. Sein Innenminister und Vizepräsident, Elías Fernández Albano, der ihn seit seiner Abreise faktisch vertreten hatte, übernahm kommissarisch das Amt des chilenischen Präsidenten, starb aber selbst drei Wochen später an einem grippalen Infekt, den er sich bei den Trauerfeierlichkeiten für Montt in der kalten Metropolitankathedrale von Santiago zugezogen hatte. Am 3. Dezember 1910 wurde Pedro Montts einbalsamierter Leichnam in Bremen auf dem chilenischen Kreuzer Blanco Encalada eingeschifft und kehrte nach Chile zurück.